# Arma automática
Heckler & Koch UMP (Alemanha).
Arma automática é aquela que usa a força  do projétil  para expelir e ejetar o cartucho (estojo/cápsula) e recarregar uma nova munição. Normalmente esses tipos de armas atiram enquanto o gatilho estiver puxado (ou outro dispositivo de ativação) e tiver munição.

## Histórico
Seu uso começou principalmente da necessidade de uma cadência de tiro maior, primordialmente em armas reservas. Os primeiros revólveres a usar este sistema tinham um tambor rotativo que girava a cada premir do gatilho, sendo primeiramente de carregamento manual e, mais tarde, por cartuchos. Atualmente este sistema é usado em pistolas, e em alguns fuzis de precisão, onde uma alta taxa de tiros comprometeria a controlabilidade da rajada e/ou a precisão. Também é um modo de tiro opcional em metralhadoras de mão e fuzis de assalto. O Revolver Rossi Princes calibre .22LR por exemplo era um revolver de acionamento automático onde se dava seus disparos através de acionamento coronariano pela culatra do revolver.
|                                                 |                                                        |
| Funcionamento automático da metralhadora Lewis. | Um soldado americano armado com sua metralhadora M249. |

## Arma semiautomática

Ilustração de uma carabina semiautomática Franchi SPAS-12.

Armas semiautomáticas são diversos gêneros de armas de fogo que atiram um projétil por cada aperto do gatilho, podendo usar a energia do disparo para recarregar um novo cartucho, ou através de um sistema mecânico próprio, sendo que seu principal uso se deu pelos revólveres com tambor.